# Hollywood Rock
O Hollywood Rock foi um festival musical idealizado pela empresa de tabacos Souza Cruz. Foram oito edições entre 1975 e 1996. Entre 1988 e 1992 foi a cada dois anos e a partir de 1992 foi anual até o fim do evento em 1996.

## História
O festival teve início em 1975, mas só voltou a acontecer novamente em 1988. Logo depois, os anos que ocorreram o festival foram 1990, 1992, 1993, 1994, 1995 e 1996. O festival não aconteceu em 1989 e em 1991 (o último devido ao Rock in Rio 2 que aconteceu no Rio de Janeiro, na mesma época em que ocorreria o Hollywood Rock).
Foi evento que começou um tanto modesto, viajando por diversas praias do país, mas ao longo dos anos adquiriu um reconhecimento internacional. 
Se apresentaram no festival bandas/artistas como Raul Seixas, Tears For Fears, Engenheiros do Hawaii, Lulu Santos, Skid Row, Bon Jovi, Alice in Chains, Nirvana, L7, Red Hot Chili Peppers, Extreme, Aerosmith, The Black Crowes, Page and Plant, The Rolling Stones, The Cure, White Zombie, Smashing Pumpkins, Pretenders, Dr. Sin, Os Paralamas do Sucesso, Cidade Negra, Ira!, UB40, Simple Minds, Simply Red, Ultraje a Rigor, Urge Overkill, Duran Duran, Supertramp, Barão Vermelho, Titãs, Pato Fu, Raimundos, Lobão, Nação Zumbi, Eurythmics, Fernanda Abreu, Whitney Houston, Sepultura, Poison, Skank e vários outros artistas e bandas.
A Lei Ordinária nº 9.294, aprovada em 1996, proíbiu propaganda de produtos fumígeros em eventos culturais. Desde então, o festival nunca mais existiu.

## Edições

### Hollywood Rock (1975)
A primeira edição do Hollywood Rock (embora não seja oficial) ocorreu no Estádio de General Severiano, em 1975, e foi organizada por Nelson Motta. O festival rolou durante quatro sábados, e contou apenas com artistas nacionais. Dentre as atrações, estiveram Celly Campelo, Erasmo Carlos, Raul Seixas e os grupos O Peso e Vímana, que não chegou a tocar todo o repertório devido a problemas na aparelhagem. Destaque para os shows de Rita Lee & Tutti-Frutti, Os Mutantes, Veludo e Raul Seixas (que talvez tenha sido o show mais lembrado do evento).
Turbulências com a chuva, montagem (e desmontagem) do palco e inúmeros problemas com equipamento fizeram parte da rotina diária da produção do evento.
Segundo Nelson Motta, o evento recebeu cerca de 10 mil pessoas a cada dia. Foi produzido um disco e o documentário do festival, lançado no mesmo ano com o título Ritmo Alucinante, dirigido por Marcelo França.

### Hollywood Rock (1988)
A primeira edição oficial do Hollywood Rock ocorreu em janeiro de 1988, com 4 noites dos concertos em cada cidade. Os locais escolhidos para as apresentações eram o Estádio do Morumbi em São Paulo e o da Praça da Apoteose (seção final do Sambódromo) no Rio de Janeiro.
O Supertramp, que encerrou o festival nas duas cidades, foi a grande estrela do evento. Já o UB40, que abriu para Simple Minds, também obteve uma boa resposta do público. A banda de reggae britânica distinguiu-se também por receber alguns convidados em sua apresentação, como o cantor Robert Palmer, a líder dos Pretenders Chrissie Hynde (que executou ao vivo seu famoso dueto com Ali Campbell do UB40 "I Got You Babe") e Paralamas do Sucesso, que tinham tocado na mesma noite. Outras atrações internacionais foram Pretenders, Simply Red e Duran Duran.
Também representando o Brasil nas quatro noites do evento (na edição seguinte o festival seria encurtado para três noites), se apresentaram Ira!, Titãs, Os Paralamas do Sucesso, Ultraje a Rigor, Lulu Santos e Marina Lima. O Titãs apresentaram o primeiro show da turnê do disco "Jesus Não Tem Dentes no País dos Banguelas" e foram elogiados pelo Jornal do Brasil.
Os ingressos para a edição paulista do Hollywood Rock foram vendidos a Cz$ 600, Cz$ 1.100 e Cz$ 1.500.

### Hollywood Rock (1990)
O segundo festival Hollywood Rock ocorreu em janeiro de 1990, nos mesmos moldes da edição anterior. Os grandes shows desse Hollywood Rock foram Bob Dylan, Marillion, Bon Jovi (que veio na turnê do álbum New Jersey), Eurythmics, Tears For Fears e Terence Trent D'arby. Os artistas nacionais foram Barão Vermelho, Lobão, Engenheiros do Hawaii e Capital Inicial. Gilberto Gil, que a princípio abriria a primeira noite para Bob Dylan, acabou não participando em função do acidente de carro que matou o seu filho, que também tocava bateria em sua banda, na véspera do show. Acabou substituído por Margareth Menezes.
Bob Dylan fez seu primeiro show no Brasil em pleno Estádio do Morumbi, em São Paulo. Naquela noite, o cantor abriu sua apresentação com Most Likely You Go Your Way (and I'll Go Mine), do álbum Blonde on Blonde. O show em São Paulo foi marcado pelo encontro de Dylan com Belchior, promovido por Gilberto Gil. Na noite anterior ao show do Rio, Dylan participou de uma gravação no antigo estúdio de Chico Batera, o percussionista de Chico Buarque, em Botafogo. A pedido do cantor, cerca de oito percussionistas tocaram diferentes ritmos brasileiros, como samba, baião e maracatu. Lá pelas tantas, o estúdio recebeu outra visita ilustre: o guitarrista britânico Dave Stewart, do duo Eurythmics.
A Rede Globo transformou os shows realizados de 25 a 27 de janeiro no Rio de Janeiro em quatro programas, exibidos de 2 a 4 de fevereiro, e depois no dia 10 do mesmo mês.

### Hollywood Rock (1992)
A terceira edição teve atrações como Living Colour, EMF, Seal, Jesus Jones, Skid Row e Extreme. As atrações nacionais foram Lulu Santos, Titãs, Paralamas do Sucesso, Barão Vermelho e Cidade Negra.
Esse ano, a edição de São Paulo ocorreu no Estádio do Pacaembu, enquanto a edição do Rio de Janeiro continuou no Sambódromo.

### Hollywood Rock (1993)
Durante a quarta edição, o movimento grunge estava explodindo em torno do mundo, e nomes renomados do gênero, como Nirvana, Alice in Chains e L7 comandaram o festival, junto com o Red Hot Chili Peppers e o Simply Red. As atrações nacionais foram Engenheiros do Hawaii, Biquini Cavadão, DeFalla, Dr. Sin e Midnight Blues Band. Por conta da demanda elevada para bilhetes, os shows de São Paulo foram mudados para um local maior, o do Estádio do Morumbi. Os preços dos ingressos variavam entre 140 mil e 220 mil cruzeiros.
Os desempenhos controversos do Nirvana em São Paulo e Rio de Janeiro geraram muita discussão entre os fãs e a mídia. Kurt Cobain — no show do Rio de Janeiro —, apareceu muito intoxicado, cuspiu nas lentes de todas as câmeras da TV colocadas em torno do palco (o show estava sendo transmitido ao vivo pela TV Globo), e tentou destruir os suportes e equipamentos do palco. Já o show de São Paulo contou com um público de 110 mil pessoas, maior multidão para a qual o Nirvana já tocou, e, segundo a biografia de Kurt, tanto a equipe como a banda se lembram dele como a pior apresentação que já haviam feito. Em um certo momento, com Dave no baixo, Krist na guitarra e Kurt na bateria, a banda passou a tocar covers inusitados e completamente sem sentido. Antes mesmo de acabar o show, grande parte do público já havia debandado do Morumbi. Esta apresentação caótica contou com várias jams, improvisações e até mesmo a participação de Flea, do Red Hot Chili Peppers, no trompete em “Smells Like Teen Spirit”. Durante o encore do show no Rio de Janeiro, Kurt Cobain retornou ao palco com lingerie de bojo e tiara, enquanto Dave Grohl estava de sutiã e boné. Fã da banda Os Mutantes, Kurt escreveu uma breve cartinha em um bloco de notas cedido pelo Maksoud Plaza: “Arnaldo, te desejo o melhor e cuidado com o sistema”. Após o show de São Paulo, Kurt Cobain e sua esposa Courtney Love foram até o extinto bar Der Tempel, localizada na Rua Augusta, acompanhados do cantor João Gordo.
No auge da carreira, após o lançamento do álbum Dirt no ano anterior, o Alice in Chains subiu ao palco do festival com a formação original pela última vez. Pouco tempo após a viagem ao Brasil, o baixista Mike Starr deixou o grupo no meio da turnê do álbum. Também foi a única visita da banda com Layne Staley nos vocais no país. Neste estadia, o guitarrista Jerry Cantrell teve um medalhão que pertenceu ao seu pai roubado por um fã da banda.
O Red Hot levou músicos da escola de samba carioca Mocidade Independente ao palco para uma jam.
A cobertura da MTV Brasil mostrou algumas matérias curiosas, como as garotas do L7 comprando biquínis em Copacabana, um passeio frustrado de helicóptero pela baía de Guanabara com o Alice In Chains e passeio de veleiro de luxo com o Red Hot Chili Peppers.

### Hollywood Rock (1994)
A edição de 1994 ocorreu novamente no Estádio do Morumbi, em São Paulo, e no Sambódromo, no Rio de Janeiro. As atrações dessa edição foram Aerosmith, Poison, Ugly Kid Joe, Live,Whitney Houston e Robert Plant além das bandas nacionais Sepultura, Titãs e Skank, e os cantores Fernanda Abreu e Jorge Ben Jor.

### Hollywood Rock (1995)
A sexta edição do Hollywood Rock estava programada para ocorrer em duas noites na cidade de São Paulo, no Estádio do Morumbi. Porém, devido à interdição deste pelo Departamento de Controle e Uso de Imóveis (CONTRU), o festival foi transferido para o Estádio do Pacaembu (dias 27 e 28 de Janeiro), e foi incluída mais uma data (30 de Janeiro). No Rio de Janeiro, foram duas noites no Estádio do Maracanã (2 e 4 de Fevereiro).
As atrações dessa edição foram The Rolling Stones, que dava sequência à turnê Voodoo Lounge e vinha pela primeira vez ao Brasil, Spin Doctors e as nacionais Barão Vermelho e Rita Lee.
Choveu muito na primeira noite em São Paulo, sexta-feira, 27 de Janeiro. O Barão Vermelho tocou sob uma verdadeira tempestade e teve problemas com seus instrumentos. A cantora Rita Lee não tocou na primeira noite, devido a falta de condições técnicas causada pelo temporal. Na seguinte, se apresentou com trajes de Nossa Senhora Aparecida.
O evento foi transmitido como parte da comemoração de 30 anos da Rede Globo. Nessa edição, apenas o show da banda Rolling Stones, realizado dia 4 de fevereiro, foi transmitido ao vivo.

### Hollywood Rock (1996)
O último festival Hollywood Rock ocorreu em janeiro de 1996 e teve como atrações Page & Plant, Smashing Pumpkins, Supergrass, White Zombie, The Cure, Urge Overkill, Steel Pulse, Aswad e Black Crowes, além das nacionais Pato Fu, Raimundos, Cidade Negra e Chico Science e Nação Zumbi. Gilberto Gil recebeu convidados no palco, entre eles Lobão, Lulu Santos e Fernanda Abreu.
Em São Paulo, os shows ocorreram no Estádio do Pacaembu, e no Rio de Janeiro na Praça da Apoteose.
Page and Plant divulgavam o disco No Quarter, de 1994, e celebravam seu centésimo show.